# Andrés Eloy Blanco (Lara)
Der Bezirk Andrés Eloy Blanco ist einer der neun Bezirke des Bundesstaates Lara, in Venezuela. Die Hauptstadt ist Sanare.